# Dolor abdominal
El dolor abdominal es el dolor que se siente en el área entre el pecho y la ingle.

## Órganos relacionados
Existen muchos órganos en el abdomen y el dolor abdominal se puede originar desde cualquiera de ellos, incluyendo:
- Órganos relacionados con la digestión: el estómago, la parte final del esófago, el intestino grueso y el intestino delgado, el hígado, la vesícula biliar y el páncreas.
- La aorta: un vaso sanguíneo grande que baja directamente por el interior del abdomen.
- El apéndice: un órgano localizado en el cuadrante inferior derecho que ya no tiene mucha funcionalidad.
- Los riñones: dos órganos en forma de frijol que se encuentran en lo profundo de la cavidad abdominal.
- El bazo: un órgano involucrado en el mantenimiento de la sangre y el control de infecciones

Sin embargo, el dolor se puede originar desde otra parte, como el pecho o el área pélvica. La persona puede tener una infección generalizada, como gripe o faringitis estreptocócica, que afecta muchas partes del cuerpo.

## Etiología
Muchas afecciones diferentes pueden causar dolor abdominal. La clave está en saber cuándo se debe buscar atención médica inmediata. En muchos casos, la persona puede simplemente esperar, utilizar remedios caseros y llamar al médico posteriormente solo si los síntomas persisten.
Las posibles causas abarcan:
- Enfermedad celíaca
- Sensibilidad al gluten no celíaca
- Apendicitis (inflamación del apéndice)
- Oclusión intestinal (vólvulo del ciego)
- Colecistitis (inflamación de la vesícula) con o sin cálculos
- Estreñimiento crónico
- Aneurisma aórtico abdominal disecante
- Enfermedad diverticular, incluyendo diverticulitis
- Herpes Zóster en etapa inicial (una infección viral donde el dolor empieza antes de la aparición de una erupción)
- Exceso de gases
- Alergia alimentaria
- Intoxicación alimentaria (salmonella, shigella)
- Reflujo gastroesofágico
- Acidez gástrica o indigestión
- Hernia
- Mononucleosis infecciosa
- Enfermedad intestinal inflamatoria (enfermedad de Crohn o colitis ulcerativa)
- Intususcepción: aunque no es común, es una causa posiblemente grave de dolor en un bebé que se lleva las rodillas hacia el pecho y llora para manifestar dolor
- Síndrome del intestino irritable
- Cálculos renales
- Intolerancia a la lactosa
- Pancreatitis (inflamación del páncreas)
- Infarto agudo al miocardio (dolor referido)
- Infecciones parasitarias (Giardia)
- Crisis drepanocítica
- Fractura de la columna vertebral
- Úlceras
- Síndrome premenstrual
- Infecciones urinarias
- Gastroenteritis viral

Cuando un órgano inflamado en el abdomen, como el apéndice, se rompe o filtra líquido, la persona no solo siente un dolor intenso, sino que el abdomen estará muy rígido y probablemente tendrá fiebre. Esto ocurre a medida que la peritonitis (inflamación e infección del revestimiento de la cavidad abdominal) se desarrolla y se disemina desde el sitio de la ruptura. Esta situación es una emergencia médica
En bebés, el llanto prolongado e inexplicable (a menudo llamado "cólico") puede ser causado por el dolor abdominal que con frecuencia termina con la evacuación de gases y heces. El cólico a menudo es peor en la noche y, en estos casos, mimar y mecer al niño pueden brindar algo de alivio.
El dolor abdominal que ocurre durante la menstruación puede provenir de cólicos menstruales y puede ser indicio de un problema en un órgano reproductor, lo cual abarca afecciones tales como endometriosis (cuando el tejido del útero es desplazado hacia otro lugar como la pared pélvica o los ovarios), los fibroides uterinos (bandas gruesas de tejido fibroso y muscular en el útero), quistes ováricos, cáncer de ovario (raro) o enfermedad inflamatoria pélvica (EIP): infección de los órganos reproductores, usualmente por una enfermedad de transmisión sexual.
El dolor abdominal realmente puede ser causado por un órgano en el tórax, como los pulmones (por ejemplo, neumonía) o el corazón (como un ataque cardíaco), o puede provenir de una distensión muscular en los músculos abdominales.
Asimismo, el cáncer de colon y otras áreas gastrointestinales son causas graves pero poco comunes de dolor abdominal.
Otras causas más inusuales de dolor abdominal abarcan un tipo de trastorno emocional llamado trastorno de somatización, reflejado como molestia física (incluyendo dolor abdominal recurrente).

## Clasificación
El dolor abdominal se clasifica en función de su duración y origen:

### Agudo o retortijón
El dolor abdominal agudo o retortijón suele manifestarse en general por una gran intensidad y una buena estimación de ésta lo constituye la visita a un servicio de urgencia. Las características del dolor suelen ser más precisas y con frecuencia su causa es una enfermedad orgánica, constituyendo a veces una emergencia médica o quirúrgica.

### Crónico
Es un problema médico frecuente y difícil de abordar. En general, desde el punto de vista etiológico, se reconocen dos categorías de dolor abdominal crónico: el de origen orgánico y el dolor funcional, sin embargo, a veces no es posible establecer netas diferencias entre ambos.
Orgánico
En ocasiones, el dolor abdominal se acompaña de elementos que claramente sugieren organicidad: baja de peso, ictericia, fiebre, hepatomegalia, masas palpables; en estos casos la causa del dolor es más fácil de determinar. En otros pacientes, no están presentes manifestaciones clínicas definidas de organicidad, el dolor puede tener carácter continuo o intermitente. Un dolor continuo de carácter orgánico es posible que tenga su origen en un cáncer de páncreas o de otros órganos, o una pancreatitis crónica.
No hay cura.
Funcional
Puede asimilarse básicamente a tres condiciones:
- Dolor de tipo ulceroso (dispepsia de tipo ulceroso): con características propias del síndrome ulceroso, en ausencia de úlcera u otra patología gastroduodenal. La asociación con la presencia de H. pylori es dudosa y los resultados de su erradicación son muy variables y frecuentes.
- Dolor abdominal asociado a síntomas de tipo funcional, ya sea de tipo gastroduodenal (dispepsia tipo motor) o síntomas funcionales intestinales (síndrome de intestino irritable u otros).
- Dolor abdominal funcional, definido por criterio de Roma II como dolor funcional de 6 o más meses de duración, escasamente relacionado con la función digestiva.[2]

## Cuadro clínico
Signos de alarma:
- Molestia abdominal que dura una semana o más
- Distensión abdominal que persiste por más de dos días
- Sensación de ardor al orinar o micción frecuente
- Diarrea por más de 5 días o si su bebé o su hijo tiene diarrea por más de dos días o vómitos por más de 12 horas. Se debe llamar de inmediato si un bebé de menos de 3 meses tiene diarrea o vómitos.
- Fiebre: por encima de 37,7 °C (100 °F) para los adultos o 38 °C (100,4 °F) para los niños junto con el dolor
- Dolor que se desarrolla durante el embarazo (o posible embarazo)
- Inapetencia prolongada
- Pérdida de peso inexplicable

## Prevención
- Consumir comidas pequeñas más a menudo.
- No realizar deportes extremo después de comer.
- No ingerir cantidades excesivas de agua cuando se tenga sed ya que afecta la absorción.
- Asegurarse que las comidas sean bien balanceadas y ricas en fibra, al igual que comer muchas frutas y verduras.
- Limitar las comidas que producen gases.
- No fumar.
- Hacer ejercicio de manera regular.
- Beber mucha agua todos los días.
- Acudir al médico, para descartar patologías, que puedan ser quirúrgicas (por lo mismo están contraindicado analgésicos y antibióticos) hasta que lo vea un médico de preferencia especialista.